# Psychotria henryi
Psychotria henryi là một loài thực vật có hoa trong họ Thiến thảo. Loài này được H.Lév. miêu tả khoa học đầu tiên năm 1914.